# المسافر (فلم 1975)
المسافر (بالإنجليزية: The Passenger) (بالإيطالية: Professione: reporter)، هو فيلم دراما، وإثارة للمخرج مايكل أنجلو أنطونيوني لعام 1975، كتبه مارك بيبلو وبيتر ولن وأنطونيوني. يدور الفيلم حول صحفي أنجلو أمريكي، ديفيد لوك (جاك نيكلسون) ينتحل هوية رجل أعمال ميت شارك في البطولة ماريا شنايدر، وتنافس الفيلم على السعفة الذهبية في مهرجان كان السينمائي.

## طاقم التمثيل
- جاك نيكلسون: في دور ديفيد لوك
- ماريا شنايدر: في دور «الفتاة»
- ستيفن بيركوف: في دور ستيفن
- إيان هندرى: في دور مارتن نايت
- جينى رينكير: في دور راشيل لوك
- امبرويز بيا: في دور آتشيبى
- تشارليز مالفيهيل: في دور دافيد روبرتسون
- جوزيه ماريا كافاريل: في دور مدير الفندق
- جيمس كامبيل: في دور الطبيب المشعوذ
- مانفريد سبليز: في دور الغريب الألماني
- جان بابتستي تايميلي: في دور القاتل
- إنجيل ديل بوزو: في دور مفتش الشرطة

## أحداث الفيلم
ديفيد لوك (جاك نيكلسون) هو صحفي تلفزيوني يعد فيلمًا وثائقيًا عن أفريقيا ما بعد الإستعمار، يسافر إلى صحراء تشاد ويسعى لمقابلة المقاتلين المتمردين المشاركين في الحرب الأهلية التشادية وإجراء مقابلات معهم، يحاول جاهدًا العثور على المتمردين لإجراء المقابلات، يشعر بالإحباط عندما تعلق سيارته اللاند روفر بالكثبان الرملية، يعود إلى فندقه بعد قيادة طويلة عبر الصحراء. يلتقى ديفيد رجلًا إنجليزيًا بالغرفة المجاورة بالفندق المتواضع، وتنشأ بينهما صداقة، بين عشية وضحاها وعندما يدق باب جاره الانجليزى يجده فارق الحياة، ويقرر ديفيد سريعًا، وهو الذي سئم من عمله وزواجه وحياته، ويرى فرصة لبداية جديدة، وبسرعة يستولي على ما يخص الإنجليزي ويستبدل صورة المتوفي من على جواز سفره بصورته هو، ويصبح إسمه «روبرتسون»، وفي مكتب الإستقبال يخطر مدير الفندق إن جاره الأمريكي ديفيد قد فارق الحياة، ولا يلتفت أحد لهذا الخلط. في لندن حيث يقيم ديفيد وزوجته راشيل (جيني روناكري)، وهي تقيم علاقة غرامية مع صديق لها، يصل نبأ وفاة الزوج وتشعر راشيل بالذنب والتمزق وتقترب من صديق العائلة مارتن (إيان هندري)، المنتج في بي بي سي، في محاولة للتواصل مع الامريكى روبرتسون وهو آخر من قابل المتوفى لمحاولة معرفة المزيد عن الأيام الأخيرة لزوجها، في هذه الأثناء، يسافر «روبرتسون» (المزيف) إلى أوروبا مع أمتعة المتوفي، بما في ذلك دفتر مواعيده.
سرعان ما يعرف دافيد أن روبرتسون كان يبيع السلاح للمتمردين الذين حاول مقابلتهم كمراسل، وعندما يذهب للتحقق من خزانة مطار مدرجة في مذكرات روبرتسون، يتم تعقبه من قبل رجل من تجمع المتمردين الافارقة في أوروبا، وهو في مهمة إكمال بيع الأسلحة. نظرًا لأن أيًا من الرجلين لم يسبق لهما رؤية الآخر من قبل، لا يتم الكشف عن هوية ديفيد المزيفة، وهو يسلم الرجال الوثائق من خزانة روبرتسون، ويتلقى الدفعة الأولى من صفقة الأسلحة.  يكتشف ديفيد بالمصادفة، صديقه مارتن في أحد شوارع برشلونة، وهو يحاول تعقب روبرتسون نيابة عن راشيل. يتراجع ديفيد عن العودة للفندق، ويتعرف على طالبة هندسة معمارية (ماريا شنايدر) أثناء محاولته الاختباء، ويطلب منها إحضار متعلقاته من الفندق خوفًا من مقابلة مارتن الذي ينتظر روبرتسون بالفندق. تقوم الفتاة بجمع المتعلقات حيث يفاجئها مارتن ويطلب منها مرافقته إلى روبرتسون، ولكنها تنجح في الفرار منه.
يتقارب روبرتسون المزيف من الفتاة، ويحدث بينهما علاقة عاطفية، تنتهي بأن يطلعها على حقيقته، وبطير العاشقان إلى برشلونة وديفيد يحمل المبلغ الكبير كدفعة أولى لأسلحة لن يستطيع تسليمها، ولهذا يظل محتفظًا بدفتر مذكرات روبرتسون. تصل متعلقات المتوفى إلى راشيل التي تتصفح جواز سفر زوجها الراحل لتجد صورة روبرتسون، وتسافر إلى إسبانيا للعثور على روبرتسون.
يصل ديفيد وعشيقته إلى فندق جلوريا في بلدة أوسونا الإسبانية، وهو يحاول إقناعها بأن ترحل عنه لسلامتها، ولكن يكتشف أنها قد حجزت لهم بالفعل غرفة مزدوجة، ومرة أخرى يحاول إقناعها بالمغادرة، وهي تأخذ وقتها، تتجول في الساحة المتربة بالخارج، وبعد وقت قصير يصل العملاء المتمردين للبحث عن روبرتسون.
يرتفع صوت طلقات نارية، ويغادر المتمردون المشهد قبل دقائق من وصول الشرطة مع راشيل، للعثور على ديفيد في سريره بلا حراك، وتقول زوجته لضباط الشرطة إنها لا تعرف القتيل، بينما تعرفه الفتاة على أنه روبرتسون.

## الإنتاج
يستخدم المخرج أنطونيوني مشاهد طويلة penultimate shots تتميز بحرفية وقدرات خاصة.
في مشهد طويل، في أول الفيلم، يبدل ديفيد (نيكلسون) صور جوازات السفر في غرفته بالفندق، مع جهاز تسجيل يذيع محادثة سابقة بين ديفيد وروبرتسون، والآن روبرتسون ميتًا، وتتحرك الكاميرا، بدون قطع، لتثبت على روبرتسون في الشرفة، ثم يظهر ديفيد بجانبه ويستمر الاثنان في الحديث، أي (استرجاع – بالكاميرا - في لقطة واحدة in-camera in-single-shot flashback)
اللقطة قبل الأخيرة للفيلم هي لقطة طويلة مدتها سبع دقائق تبدأ في غرفة فندق ديفيد، يطل على ساحة متربة، وتندفع الكاميرا من خلال قضبان نافذة الفندق إلى الساحة، وتدور 180 درجة، لتعود مواجهة المنظر الخارجي للغرفة من الداخل.
يذكر الفيلم أن موقع الفندق في المشاهد الاخيرة يقع في أوسونا الإسبانية، وما شاهدناه فندق أمامه ساحة متربة على حدودها حلبة لمصارعة الثيران، وهذا الوصف والساحة يقع في بلدة فيرا الإسبانية، في مقاطعة الميريا، قام جاك نيكلسون بعد عقود بحل هذا اللغز وقال أن أنطونيوني بنى الفندق بأكمله للحصول على هذه اللقطة.
نظرًا لأن اللقطة كانت مستمرة، لم يكن من الممكن تعديل فتحة العدسة حيث تتحرك الكاميرا من الغرفة لتصل إلى الساحة، وبالتالي، كان يجب التقاط اللقطات في وقت متأخر بعد الظهر بالقرب من الغسق، من تقليل تباين الإضاءة بين السطوع في الخارج والسطوع في الغرفة.
كانت الساحة أمام الفندق عاصفة وكان الطاقم بحاجة إلى  سكون الهواء لضمان سلاسة حركة الكاميرا، حاول أنطونيوني وضع الكاميرا في جسم كروى بحيث تتعرض للريح بشكل أقل، لكن هذا لن يتناسب مع حركة الكاميرا دخولًا وخروجًا من النافذة، ويبدو أنه قد تم تعديل ضلفتي النافذة لإزالتها مع اقتراب الكاميرا منها.
عمل الفنيين على تعليق الكاميرا بسقف غرفة الفندق، وتتحرك على مسار معدني (مثل حركة القطار على القضبان)، وعندما تخرج من النافذة، يلتقطها خطاف معلق من رافعة عملاقة يبلغ ارتفاعها 30 مترًا، ثم يسير المصور بالكاميرا في دائرة حول الساحة، لكي يمنح الطاقم وقتًا لترتيب وضع النافذة قبل عودة الكاميرا للنظر من خلالها من الخارج إلى داخل الغرفة. كان أنطونيوني يتابع هذا المشهد من شاحنة بواسطة الشاشات والميكروفونات، ويتحدث إلى المساعدين الذين يرسلوا تعليماته إلى الممثلين والمشغلين.
بعد بضع سنوات من انتهاء الإنتاج، كان نيكولسون في نزاع مع شركة مترو المنتجة، فقد أخلت الشركة بعقد بينها وبين نيكولسون لانتاج فيلمًا له، واقام نيكولسون دعوى قضائية مطالبًا بتعويض، وكان التعويض هو منح حقوق هذا الفيلم لنيكولسون، وهذا يفسر لماذا من ضمن افلام انتونيوني الثلاثة، ظل هذا الفيلم حبيسًا ولم يمرره نيكولسون للشركة الموزعة الا بعد ان قاضته شركة «سوني» لتحصل على الفيلم ويظهر في الأسواق مرة أخرى.

## استقبال الفيلم
تم الإشادة بالفيلم على نطاق واسع للعمل المميز للمصور (لوتشيانو توفولي)، وايضا للتمثيل، وتنافس الفيلم على جائزة السعفة الذهبية في مهرجان كان السينمائي 1975. أشاد النقاد بالفيلم أيضا مثل بيتر ترافرز من مجلة رولينج ستون ومانوهلا دارجيس من جريدة نيويورك تايمز، كما كتب الناقد السينمائي الكبير روجر إيبرت أنه كان نظرة مدركة للهوية والاغتراب والرغبة البشرية في الهروب من النفس. تم تصنيف الفيلم في المرتبة 110 في استطلاع رأي نقاد البصر والصوت لعام 2012 حسب مجلة إمباير كواحد من أعظم 500 فيلم في كل العصور، وفي عام 2019 حصل الفيلم في موقع «روتن توميتوز» المعني بتجميع آراء النقاد على تقييم 89% بناء على 70 تعليق.

## وصلات خارجية
- مقالات تستعمل روابط فنية بلا صلة مع ويكي بيانات